# Spaceman (musikalbum)
Spaceman är Ace Frehleys åttonde soloalbum, utgivet den 19 oktober 2018. Gene Simmons spelar elbas på låten "Without You I'm Nothing", vilken han skrev tillsammans med Frehley.

## Låtlista
| Nr           | Titel                                   | Längd |
| ------------ | --------------------------------------- | ----- |
| 1.           | Without You I'm Nothing                 | 4:06  |
| 2.           | Rockin' with the Boys                   | 4:15  |
| 3.           | Your Wish Is My Command                 | 3:38  |
| 4.           | Bronx Boy                               | 2:50  |
| 5.           | Pursuit of Rock and Roll                | 4:32  |
| 6.           | I Wanna Go Back (Billy Satellite-cover) | 4:01  |
| 7.           | Mission to Mars                         | 3:39  |
| 8.           | Off My Back                             | 3:38  |
| 9.           | Quantum Flux                            | 6:28  |
| Total längd: | Total längd:                            | 37:07 |